# Acanthopriapulus horridus
Acanthopriapulus horridus är en djurart som tillhör fylumet snabelsäckmaskar, och som först beskrevs av Jakob Gustaf Gösta Theel 1911.  Acanthopriapulus horridus ingår i släktet Acanthopriapulus och familjen Priapulidae. Inga underarter finns listade i Catalogue of Life.